# NGC 1623
NGC 1623 é uma galáxia espiral barrada (SB0-a) localizada na direcção da constelação de Eridanus. Possui uma declinação de -13° 33' 23" e uma ascensão recta de 4 horas, 35 minutos e 32,2 segundos.
A galáxia NGC 1623 foi descoberta em 1886 por Ormond Stone.